# 1990年メキシコグランプリ
1990年メキシコグランプリ(1990 Mexican Grand Prix)は、1990年F1世界選手権の第6戦として、1990年6月24日にエルマノス・ロドリゲス・サーキットで開催された。

## 概要
マクラーレンのアイルトン・セナが1984年のF1デビューから7年目で通算100戦目の節目を迎え、ささやかなセレモニーが行われた。これまでに23勝・46ポールポジション・1度のワールドチャンピオン（1988年）を獲得している。
オールメキシカンF1チームとして1991年に参戦を予定していたグラス (GLAS) が、ランボルギーニに製作を依頼していたグラス・001のデモンストレーション走行を行う予定だった。しかし、発起人のフェルナンド・ゴンザレス・ルナが音信不通となり、地元でのお披露目はキャンセルされた。その後、グラス参戦計画は消滅し、マシンを引き取ったイタリアのモデナチームが1991年に参戦することになる。

## 予選
ポールポジション (PP) は予選1回目トップのゲルハルト・ベルガーで、開幕戦アメリカGP以来今シーズン2回目。2番グリッドは予選2回目トップのリカルド・パトレーゼで、PPを獲得した1989年ハンガリーGP以来の最前列スタートとなる。
バンピーで滑りやすい路面に苦戦する者もいた。グランプリ出場100戦目を祝ったアイルトン・セナは、予選3位で5戦ぶりにPPを逃した。アラン・プロストはタイヤやエンジンの問題で、今期最悪の予選13位に沈んだ。レイトンハウスが2台とも予選落ちするのは、ブラジルGPに続き今期2度目となる。
ピレリタイヤ勢の中で好調なティレルは、ジャン・アレジ（6位）と中嶋悟（9位）のふたりが予選トップ10に入った。

### 予備予選結果
| 順位 | No | ドライバー               | チーム                 | タイム   | 差        |
| ---- | -- | ------------------------ | ---------------------- | -------- | --------- |
| 1    | 14 | オリビエ・グルイヤール   | オゼッラ・フォード     | 1'25.281 | —         |
| 2    | 29 | エリック・ベルナール     | ローラ・ランボルギーニ | 1'25.456 | +0.175    |
| 3    | 33 | ロベルト・モレノ         | ユーロブルン・ジャッド | 1'26.724 | +1.443    |
| 4    | 30 | 鈴木亜久里               | ローラ・ランボルギーニ | 1'27.511 | +2.230    |
| DNPQ | 18 | ヤニック・ダルマス       | AGS・フォード          | 1'27.830 | +2.549    |
| DNPQ | 17 | ガブリエル・タルキーニ   | AGS・フォード          | 1'28.499 | +3.218    |
| DNPQ | 31 | ベルトラン・ガショー     | コローニ・スバル       | 1'28.805 | +3.524    |
| DNPQ | 34 | クラウディオ・ランジェス | ユーロブルン・ジャッド | 1'40.414 | +15.133   |
| DNPQ | 39 | ブルーノ・ジャコメリ     | ライフ                 | 4'07.475 | +2'42.194 |

### 予選結果
| 順位 | No | ドライバー                 | コンストラクター         | タイム   | 差     |
| ---- | -- | -------------------------- | ------------------------ | -------- | ------ |
| 1    | 28 | ゲルハルト・ベルガー       | マクラーレン・ホンダ     | 1'17.227 | —      |
| 2    | 6  | リカルド・パトレーゼ       | ウィリアムズ・ルノー     | 1'17.498 | +0.271 |
| 3    | 27 | アイルトン・セナ           | マクラーレン・ホンダ     | 1'17.670 | +0.443 |
| 4    | 2  | ナイジェル・マンセル       | フェラーリ               | 1'17.732 | +0.505 |
| 5    | 5  | ティエリー・ブーツェン     | ウィリアムズ・ルノー     | 1'17.883 | +0.656 |
| 6    | 4  | ジャン・アレジ             | ティレル・フォード       | 1'18.282 | +1.055 |
| 7    | 23 | ピエルルイジ・マルティニ   | ミナルディ・フォード     | 1'18.526 | +1.299 |
| 8    | 20 | ネルソン・ピケ             | ベネトン・フォード       | 1'18.561 | +1.334 |
| 9    | 3  | 中嶋悟                     | ティレル・フォード       | 1'18.575 | +1.348 |
| 10   | 8  | ステファノ・モデナ         | ブラバム・ジャッド       | 1'18.592 | +1.365 |
| 11   | 11 | デレック・ワーウィック     | ロータス・ランボルギーニ | 1'18.951 | +1.724 |
| 12   | 12 | マーティン・ドネリー       | ロータス・ランボルギーニ | 1'18.994 | +1.767 |
| 13   | 1  | アラン・プロスト           | フェラーリ               | 1'19.026 | +1.799 |
| 14   | 19 | アレッサンドロ・ナニーニ   | ベネトン・フォード       | 1'19.227 | +2.000 |
| 15   | 22 | アンドレア・デ・チェザリス | ダラーラ・フォード       | 1'19.865 | +2.638 |
| 16   | 24 | パオロ・バリッラ           | ミナルディ・フォード     | 1'19.897 | +2.670 |
| 17   | 9  | ミケーレ・アルボレート     | アロウズ・フォード       | 1'19'941 | +2.714 |
| 18   | 21 | エマニュエル・ピロ         | ダラーラ・フォード       | 1'20.044 | +2.817 |
| 19   | 30 | 鈴木亜久里                 | ローラ・ランボルギーニ   | 1'20.268 | +3.041 |
| 20   | 14 | オリビエ・グルイヤール     | オゼッラ・フォード       | 1'20.274 | +3.047 |
| 21   | 7  | デビッド・ブラバム         | ブラバム・ジャッド       | 1'20.447 | +3.220 |
| 22   | 26 | フィリップ・アリオー       | リジェ・フォード         | 1'20.657 | +3.430 |
| 23   | 35 | グレガー・フォイテク       | オニクス・フォード       | 1'21.012 | +3.785 |
| 24   | 25 | ニコラ・ラリーニ           | リジェ・フォード         | 1'21.116 | +3.889 |
| 25   | 29 | エリック・ベルナール       | ローラ・ランボルギーニ   | 1'21.273 | +4.046 |
| 26   | 36 | J.J.レート                 | オニクス・フォード       | 1'21.519 | +4.292 |
| DNQ  | 16 | イヴァン・カペリ           | レイトンハウス・ジャッド | 1'21.544 | +4.317 |
| DNQ  | 15 | マウリシオ・グージェルミン | レイトンハウス・ジャッド | 1'21.665 | +4.438 |
| DNQ  | 10 | アレックス・カフィ         | アロウズ・フォード       | 1'22.154 | +4.927 |
| DSQ  | 33 | ロベルト・モレノ           | ユーロブルン・ジャッド   | 1'21.142 | +3.915 |
| 出典 |    |                            |                          |          |        |

- モレノは、予選2回目に押し掛けをしたため失格。

## 決勝
69周の決勝レースに向けては、タイヤの消耗が重要な関心事であった。グッドイヤーユーザーの大半はソフトなCコンパウンドを選んだが、ウィリアムズの2台は硬めのBコンパウンドを選んだ。ピレリユーザーの多くは、右廻りのコースで負荷の大きい左側に硬め、反対の右側に柔らかめというミックスを選んだ。タイヤ交換なしが基本戦略だが、摩耗具合によってはタイヤ交換も考えられた。
スタートで2番グリッドのパトレーゼが先頭に立ち、ポールシッターのベルガーは1コーナーでセナにも抜かれ3位に後退した。2周目のホームストレートでマクラーレン勢はホンダV10パワーを活かして一気にパトレーゼを抜き去り、セナ・ベルガーのワンツー体制でリードを広げていった。後方ではピケがウィリアムズ勢を抜いて3位に上がった。
11周目、中嶋と鈴木が日本人ドライバー同士で接触し、ともにリタイアとなる。
セナのハイペースに付き合ったベルガーはフロントタイヤに早くもブリスターが発生し、13周目にピットインして左B・右Cタイヤへ交換した。これでセナが独走状態となり、ピケ、ブーツェン、パトレーゼが2位グループ、その後方からレース序盤はおとなしかったフェラーリのマンセルとプロストが追撃を開始した。マンセルは22周目にパトレーゼ、25周目にブーツェン、37周目にピケをパスして2位に浮上。プロストも26周目にパトレーゼ、31周目にブーツェン、42周目にピケをパスして3位に浮上し、さらに55周目にはチームメイトのマンセルもかわして2位まで上がってきた。
その頃、セナのマシンのリアタイヤにスローパンクチャーが起き、異変を感じたセナはタイヤ交換を考えたが、マクラーレンピットとの無線交信が上手くいかず、ピットインのタイミングを逸してしまった。残り15周で2位プロストとは10秒近い差があったが、プロストは58周目に自身の予選タイム（1分19秒036）を1秒あまり上回るファステストラップ（1分17秒958）を記録し、1周2秒のペースでセナとの距離を縮めていく。60周目、フェラーリの2台がセナのスリップストリーム圏内に入り、61周目、ホームストレートでプロストがセナをパスすると、翌周にはマンセルもセナをかわし、ついにフェラーリがワンツー体制を確立した。抵抗する力もなく抜かれたセナは64周目に右リアタイヤが破裂し、ピットに戻ってマシンを降りた（20位完走扱い）。
64周目、2位のマンセルが3コーナーで単独スピン。その間に、序盤のピットインから挽回してきたベルガーが接近し、67周目の1コーナーで強引に2位を奪う。マンセルもすぐさま反撃し、68周目の最終高速コーナー「ペラルターダ」でアウト側から豪快に抜き返し、2位を奪回した。フェラーリの2台はオーバーテイクショーを完遂し、1988年イタリアGP以来のワンツーフィニッシュを達成した。
プロストは午前のウォームアップ走行でウィングを寝かせてダウンフォースを減らす決勝用セッティングを仕上げ、全車中トップの最高速を記録。レース序盤はタイヤを温存し、終盤にファステストを連発して一気に抜き去るという理詰めの走りで、予選13位からの優勝というミッションをやり遂げた。
マンセルは最終コーナーでベルガーをアウトから抜き去ったマニューバについて「It was just a matter of closing my eyes and keeping my foot flat on the floor（目をつむって、アクセルを床まで踏み続けただけさ）」とジョークを言った。2015年、メキシコGP再開に向けてエルマノス・ロドリゲス・サーキットが改修された際、最終コーナーは「ナイジェル・マンセル・ターン」と改称された。

### 決勝結果
| 順位 | No | ドライバー                 | コンストラクター         | 周回 | タイム/リタイア | グリッド | ポイント |
| ---- | -- | -------------------------- | ------------------------ | ---- | --------------- | -------- | -------- |
| 1    | 1  | アラン・プロスト           | フェラーリ               | 69   | 1:32'35.783     | 13       | 9        |
| 2    | 2  | ナイジェル・マンセル       | フェラーリ               | 69   | +25.351         | 4        | 6        |
| 3    | 28 | ゲルハルト・ベルガー       | マクラーレン・ホンダ     | 69   | +25.530         | 1        | 4        |
| 4    | 19 | アレッサンドロ・ナニーニ   | ベネトン・フォード       | 69   | +41.099         | 14       | 3        |
| 5    | 5  | ティエリー・ブーツェン     | ウィリアムズ・ルノー     | 69   | +46.669         | 5        | 2        |
| 6    | 20 | ネルソン・ピケ             | ベネトン・フォード       | 69   | +46.943         | 8        | 1        |
| 7    | 4  | ジャン・アレジ             | ティレル・フォード       | 69   | +49.077         | 6        |          |
| 8    | 12 | マーティン・ドネリー       | ロータス・ランボルギーニ | 69   | +1'06.142       | 12       |          |
| 9    | 6  | リカルド・パトレーゼ       | ウィリアムズ・ルノー     | 69   | +1'09.918       | 2        |          |
| 10   | 11 | デレック・ワーウィック     | ロータス・ランボルギーニ | 68   | +1 Lap          | 11       |          |
| 11   | 8  | ステファノ・モデナ         | ブラバム・ジャッド       | 68   | +1 Lap          | 10       |          |
| 12   | 23 | ピエルルイジ・マルティニ   | ミナルディ・フォード     | 68   | +1 Lap          | 7        |          |
| 13   | 22 | アンドレア・デ・チェザリス | ダラーラ・フォード       | 68   | +1 Lap          | 15       |          |
| 14   | 24 | パオロ・バリッラ           | ミナルディ・フォード     | 67   | +2 Laps         | 16       |          |
| 15   | 35 | グレガー・フォイテク       | オニクス・フォード       | 67   | +2 Laps         | 23       |          |
| 16   | 25 | ニコラ・ラリーニ           | リジェ・フォード         | 67   | +2 Laps         | 24       |          |
| 17   | 9  | ミケーレ・アルボレート     | アロウズ・フォード       | 66   | +3 Laps         | 17       |          |
| 18   | 26 | フィリップ・アリオー       | リジェ・フォード         | 66   | +3 Laps         | 22       |          |
| 19   | 14 | オリビエ・グルイヤール     | オゼッラ・フォード       | 65   | +4 Laps         | 20       |          |
| 20   | 27 | アイルトン・セナ           | マクラーレン・ホンダ     | 63   | タイヤ          | 3        |          |
| Ret  | 36 | J.J.レート                 | オニクス・フォード       | 26   | エンジン        | 26       |          |
| Ret  | 29 | エリック・ベルナール       | ローラ・ランボルギーニ   | 12   | ブレーキ        | 25       |          |
| Ret  | 30 | 鈴木亜久里                 | ローラ・ランボルギーニ   | 11   | 接触            | 19       |          |
| Ret  | 3  | 中嶋悟                     | ティレル・フォード       | 11   | 接触            | 9        |          |
| Ret  | 7  | デビッド・ブラバム         | ブラバム・ジャッド       | 11   | 電気系          | 21       |          |
| Ret  | 21 | エマニュエル・ピロ         | ダラーラ・フォード       | 10   | エンジン        | 18       |          |
| 出典 |    |                            |                          |      |                 |          |          |

## レース後の選手権順位
| 順位 | ドライバー           | ポイント |
| ---- | -------------------- | -------- |
| 1    | アイルトン・セナ     | 31       |
| 2    | アラン・プロスト     | 23       |
| 2    | ゲルハルト・ベルガー | 23       |
| 4    | ジャン・アレジ       | 13       |
| 4    | ナイジェル・マンセル | 13       |
| 4    | ネルソン・ピケ       | 13       |
| 出典 |                      |          |

| 順位 | コンストラクター    | ポイント |
| ---- | ------------------- | -------- |
| 1    | マクラーレン-ホンダ | 54       |
| 2    | フェラーリ          | 36       |
| 3    | ウィリアムズ-ルノー | 20       |
| 3    | ベネトン-フォード   | 20       |
| 5    | ティレル-フォード   | 14       |
| 出典 |                     |          |

- 注記：ランキング上位5位まで記載。